# Urszula Katarzyna Bokum
Urszula Katarzyna Bokum, właśc. von Altenbockum (ur. 25 listopada 1680 w Warszawie, zm. 4 maja 1743 w Dreźnie) – żona wojewody krakowskiego Jerzego Dominika Lubomirskiego, następnie księcia Ludwika Wirtemberskiego. Od 1704 księżna cieszyńska. Metresa króla Augusta II Mocnego.

## Życie
Najmłodsza córka podstolego litewskiego Jana Henryka Bokuma (Johanna Heinricha von Altenbockum), migranta z Westfalii, i jego żony Konstancji Tekli Branickiej. Będąc już żoną znacznie od niej starszego wojewody Jerzego Dominika Lubomirskiego, zwróciła uwagę Augusta II Mocnego i niedługo później została jego kochanką. Dzięki pomocy prymasa Radziejowskiego Lubomirski uzyskał w Watykanie rozwód. Od 1702 r. była – według sformułowania historyka Jacka Staszewskiego – pierwszą oficjalną polską metresą króla. W tym samym czasie w Dreźnie monarsze dotrzymywała towarzystwa niejaka Fatima.
21 sierpnia 1704 urodziła syna, który - uznany przez ojca - otrzymał nazwisko Jan Jerzy Kawaler Saski (fr. Chevalier de Saxe). Pięć dni później na prośbę Augusta otrzymała od cesarza Leopolda tytularną godność księżnej cieszyńskiej (niem. Reichsfürstin von Teschen). W następnym roku August nadał jej dobra w Hoyerswerdzie, choć już wcześniej stracił zainteresowanie jej towarzystwem i zwrócił się ku Annie von Hoym - bardziej znanej jako hrabina Cosel - którą już w 1705 uczynił swoją oficjalną faworytą.
Odtrącona kochanka wyjechała do swojego nowo nabytego majątku, gdzie dała się poznać jako gospodarna pani. Po latach przywrócona do łask, od czasu do czasu przebywała na dworze w Dreźnie. W 1722 r. poślubiła o 10 lat młodszego księcia Fryderyka Ludwika Wirtemberskiego i owdowiała po 12 latach. Mimo sprzeciwu rodziny męża do końca używała tytułu księżnej wirtemberskiej. Po śmierci Augusta II na stałe opuściła dwór.
Zmarła w wieku 62 lat i została pochowana kościele jezuitów w czeskich Litomierzycach.